# Saison 2021 de l'équipe cycliste Israel Start-Up Nation
La saison 2021 de l'équipe cycliste Israel Start-Up Nation est la septième de cette équipe.

## Coureurs et encadrement technique

### Arrivées et départs
| Coureur              | Provenance             | Durée contrat |
| -------------------- | ---------------------- | ------------- |
| Sebastian Berwick    | St George Continental  | 2021-2023     |
| Patrick Bevin        | CCC Team               | 2021-2022     |
| Alessandro De Marchi | CCC Team               | 2021-2022     |
| Christopher Froome   | Ineos Grenadiers       | 2021          |
| Carl Fredrik Hagen   | Lotto-Soudal           | 2021-2022     |
| Daryl Impey          | Mitchelton-Scott       | 2021-2022     |
| Taj Jones            | Israel Cycling Academy | 2021-2023     |
| Sep Vanmarcke        | EF Pro Cycling         | 2021-2023     |
| Michael Woods        | EF Pro Cycling         | 2021-2023     |

| Coureur           | Nouvelle équipe | Durée contrat |
| ----------------- | --------------- | ------------- |
| Matteo Badilatti  | Groupama-FDJ    | 2021-2022     |
| Travis McCabe     | Retraite        |               |
| Daniel Navarro    |                 |               |
| Nils Politt       | Bora-Hansgrohe  | 2021-2023     |
| Mihkel Räim       |                 |               |
| Rory Sutherland   | Retraite        |               |
| Patrick Schelling | Retraite        |               |

### Effectif actuel
| Coureur              | Date de Nais.               | Équipe en 2020         | Cont. |
| -------------------- | --------------------------- | ---------------------- | ----- |
| Rudy Barbier         | 18 décembre 1992 (29 ans)   | Israel Start-Up Nation | 2022  |
| Sebastian Berwick    | 15 décembre 1999 (22 ans)   | St George Continental  | 2023  |
| Patrick Bevin        | 30 octobre 1995 (26 ans)    | CCC Team               | 2022  |
| Jenthe Biermans      | 15 février 1991 (30 ans)    | Israel Start-Up Nation | 2022  |
| Guillaume Boivin     | 25 mai 1989 (32 ans)        | Israel Start-Up Nation | 2022  |
| Matthias Brändle     | 7 décembre 1989 (32 ans)    | Israel Start-Up Nation | 2022  |
| Alexander Cataford   | 1er septembre 1993 (28 ans) | Israel Start-Up Nation | 2022  |
| Davide Cimolai       | 13 août 1989 (32 ans)       | Israel Start-Up Nation | 2021  |
| Alessandro De Marchi | 19 mai 1986 (35 ans)        | CCC Team               | 2022  |
| Alex Dowsett         | 3 octobre 1988 (33 ans)     | Israel Start-Up Nation | 2022  |
| Itamar Einhorn       | 20 septembre 1997 (24 ans)  | Israel Start-Up Nation | 2021  |
| Christopher Froome   | 20 mai 1985 (36 ans)        | Ineos Grenadiers       | 2022  |
| Omer Goldstein       | 13 août 1996 (25 ans)       | Israel Start-Up Nation | 2021  |
| André Greipel        | 16 juillet 1982 (39 ans)    | Israel Start-Up Nation | 2022  |
| Carl Fredrik Hagen   | 26 septembre 1991 (30 ans)  | Lotto-Soudal           | 2022  |
| Ben Hermans          | 8 juin 1986 (35 ans)        | Israel Start-Up Nation | 2021  |

| Coureur            | Date de Nais.             | Équipe en 2020         | Cont. |
| ------------------ | ------------------------- | ---------------------- | ----- |
| Hugo Hofstetter    | 13 février 1994 (27 ans)  | Israel Start-Up Nation | 2021  |
| Reto Hollenstein   | 22 août 1985 (36 ans)     | Israel Start-Up Nation | 2022  |
| Daryl Impey        | 6 décembre 1984 (37 ans)  | Mitchelton-Scott       | 2022  |
| Taj Jones          | 26 juillet 2000 (21 ans)  | Israel Cycling Academy | 2023  |
| Dan Martin         | 20 août 1986 (35 ans)     | Israel Start-Up Nation | 2021  |
| Krists Neilands    | 18 août 1994 (27 ans)     | Israel Start-Up Nation | 2021  |
| Guy Niv            | 8 mars 1994 (27 ans)      | Israel Start-Up Nation | 2021  |
| James Piccoli      | 5 septembre 1991 (30 ans) | Israel Start-Up Nation | 2022  |
| Alexis Renard      | 1er juin 1999 (22 ans)    | Israel Start-Up Nation | 2021  |
| Guy Sagiv          | 5 décembre 1994 (27 ans)  | Israel Start-Up Nation | 2021  |
| Norman Vahtra      | 23 novembre 1996 (25 ans) | Israel Start-Up Nation | 2021  |
| Tom Van Asbroeck   | 19 avril 1990 (31 ans)    | Israel Start-Up Nation | 2022  |
| Sep Vanmarcke      | 28 juillet 1988 (33 ans)  | EF Pro Cycling         | 2023  |
| Michael Woods      | 12 octobre 1986 (35 ans)  | EF Pro Cycling         | 2023  |
| Mads Würtz Schmidt | 19 avril 1990 (31 ans)    | Israel Start-Up Nation | 2022  |
| Rick Zabel         | 7 décembre 1993 (28 ans)  | Israel Start-Up Nation | 2022  |

## Champions nationaux, continentaux et mondiaux
| Date              | Course                                      | Maillot | Coureurs           | Pays     | Lieu          |
| ----------------- | ------------------------------------------- | ------- | ------------------ | -------- | ------------- |
| 12 juin 2021      | Championnats d'Israël du contre-la-montre   |         | Omer Goldstein     | Israël   | Atlit         |
| 19 juin 2021      | Championnats d'Autriche du contre-la-montre |         | Matthias Brändle   | Autriche | Kufstein      |
| 20 juin 2021      | Championnats du Danemark sur route          |         | Mads Würtz Schmidt | Danemark | Give          |
| 10 septembre 2021 | Championnats du Canada sur route            |         | Guillaume Boivin   | Canada   | Saint-Prosper |